# Borek I
Borek I – polski herb szlachecki, odmiana herbu Strzała

## Opis herbu
W polu czerwonym strzała żeleźcem do góry. W klejnocie nad hełmem w koronie trzy pióra strusie.

## Najwcześniejsze wzmianki
Herb z XIII wieku.

## Inne herby o takiej nazwie
Gryzima, Borek, Borek II

## Źródła
- Juliusz Karol Ostrowski Księga herbowa rodów polskich